# توم شنيل
توم شنيل (بالفرنسية: Tom Schnell)‏ (8 أكتوبر 1985 بلوكسمبورغ في لوكسمبورغ - ) هو لاعب كرة قدم لوكسمبورغي في مركز الدفاع. شارك مع منتخب لوكسمبورغ تحت 21 سنة لكرة القدم ومنتخب لوكسمبورغ لكرة القدم. أما مع النوادي، فقد لعب مع إف91 دوديلانج ونادي فولا إيش ويونيون لوكسمبورغ واينتراخت ترير 05 ‏ وRacing FC Union Luxembourg ‏.

## وصلات خارجية
- توم شنيل على موقع الاتحاد الدولي (مؤرشف)  (الإنجليزية)
- توم شنيل على موقع قاعدة بيانات كرة القدم.إي يو (الإنجليزية)
- توم شنيل على موقع ناشيونال فوتبول تيمز (الإنجليزية)
- توم شنيل على موقع Soccerway.com (الإنجليزية)
- توم شنيل على موقع AS.com (الإسبانية)